# Autobahndreieck Wittstock/Dosse
Das Autobahndreieck Wittstock/Dosse (Abkürzung: AD Wittstock/Dosse; Kurzform: Dreieck Wittstock/Dosse) ist ein Autobahndreieck in Brandenburg in der Metropolregion Berlin. Es verbindet die Bundesautobahn 19 (Rostock – Wittstock/Dosse) mit der Bundesautobahn 24 (Hamburg – Berlin).

## Geografie
Das Autobahndreieck liegt auf dem Stadtgebiet von Wittstock/Dosse, wonach es benannt ist, und auf dem Gemeindegebiet von Heiligengrabe im Landkreis Ostprignitz-Ruppin. Die nächstgelegenen Ortsteile sind der Wittstocker Wohnplatz Scharfenberg und der Heiligengraber Ortsteil Papenbruch. Es befindet sich etwa 170 km östlich von Hamburg, etwa 105 km südlich von Rostock und etwa 100 km nordwestlich von Berlin.
Das Dreieck befindet sich unweit des Naturparks Stechlin-Ruppiner Land.
In der Nähe verläuft zudem die Grenze zwischen Brandenburg und Mecklenburg-Vorpommern.
Das Autobahndreieck Wittstock/Dosse trägt auf der A 19 die Anschlussstellennummer 21, auf der A 24 die Nummer 20. Es ist ein „TOTSO“-Dreieck (Turn off to stay on, Deutsch: Bieg ab, um drauf zu bleiben). Wenn man die A 24 aus Richtung Berlin befährt und auf der A 24 in Richtung Hamburg bleiben möchte, muss man hier abbiegen, da man sonst auf die A 19 Richtung Rostock wechselt. Das Gleiche gilt auch, wenn man die Autobahn aus Richtung Hamburg befährt: Wenn man der A 24 Richtung Berlin folgen möchte, muss man hier abbiegen.

## Bauform und Ausbauzustand
Die Haupttrasse führt in einer Geraden von Nord nach Südost und verbindet die aus dem Norden kommende A 19 mit der nach Südosten verlaufenden A 24. Der westliche Teil der A 24 wird angebunden. Ursprünglich führte die Autobahn von Rostock nach Berlin und wurde dann mit der Anbindung von Hamburg zu einem Autobahndreieck.
Beide Autobahnen sind vierstreifig ausgebaut. Die Verbindungsrampe Hamburg—Rostock und umgekehrt sind einstreifig ausgeführt, die restlichen Rampen sind zweistreifig.
Das Dreieck wurde als rechtsgeführte Trompete angelegt.

## Verkehrsaufkommen
Das Dreieck wird täglich von rund 42.000 Fahrzeugen befahren.
| Von                 | Nach                 | Durchschnittliche tägliche Verkehrsstärke | Anteil Schwerlastverkehr |
| ------------------- | -------------------- | ----------------------------------------- | ------------------------ |
| AS Wittstock (A 19) | AD Wittstock/Dosse   | 17.500                                    | 11,9 %                   |
| AS Pritzwalk (A 24) | AD Wittstock/Dosse   | 24.700                                    | 17,2 %                   |
| AD Wittstock/Dosse  | AS Herzsprung (A 24) | 42.500                                    | 15,2 %                   |